# Розелін Конья
Розелін Сонай Конья — нігерійська політична діячка з Хана, штат Ріверс. Вона є професором токсикології та фармакології в Університеті Порт-Гаркорта. Вона обіймала посаду уповноваженої з питань навколишнього середовища в кабінеті губернатора Пітера Оділі і була повторно призначена на ту саму посаду в кабінеті губернатора Езенво Ньесома Віка. У 1997 році Розелін була головою комісії з державної служби.

## Передісторія та освіта
Розалін народилася в Буані, район місцевого самоврядування Кхана, штат Ріверс, Нігерія. Професор Конья відвідувала англіканську початкову школу Святого Артура, а звідти для отримання середньої освіти Буан перейшла до середньої школи Мерсі, Окігве (сучасний штат Імо, Нігерія). Однак це було зупинено громадянською війною в Нігерії, яка почалася наприкінці 1967 року. У 1968 році, коли ще тривала війна, вона вступила до середньої школи Святого Розарію в Порт-Гаркорті, де продовжувала свою середню освіту до 1969 року. З 1970 по 1971 рік вона навчалася для отримання рівня A в школі Св. Анни, Ібадану, звідки поступила до Ради національних академічних нагород (CNAA), ВеликоїБританії, де отримала ступінь бакалаврки наук. У 1976 році Розалін отримала ступінь магістерки наук, а в 1977 році отримала ступінь магістерки в Університеті Лафборо. У 1984 році Конья завершила свою докторську програму в Університеті Брунеля в Лондоні.

## Кар'єра
У 1979 році Конья розпочала свою кар'єру як асистентка викладача в Університеті Порт-Харкорта, після чого перейшла до Університету Брунеля, Великої Британії, де отримала ступінь доктора філософії. У 1984 році вона повернулася до Нігерії і продовжила працювати викладачкою в Університеті Порт-Гаркорта. До призначення на посаду уповноваженої з питань навколишнього середовища штату Ріверс вона обіймала кілька посад, зокрема:
- Голова протокольного підкомітету скликального комітету (1990 р.)
- директор, Delta Rubber Company (1991 - 1993)[6]
- Уповноважена Комісії державної служби (1993-1996)
- Голова комісії з державної служби (1997-1999)
- HOD, кафедра біології тварин та навколишнього середовища (2001 - 2003)
- Член Академічної консультативної ради Інституту нафтових досліджень (IPS)
- Декан Школи аспірантури
- Проректор школи аспірантури

У 2003 році Конья отримала посаду професора біології тварин та навколишнього середовища.
Вона є головою Технічного комітету з виконання рекомендацій звіту уряду штату Ріверс щодо сажі

## Нагороди
- Нагорода «Видатне лідерство» в галузі екологічних технологій від Британського торгового товариства на знак визнання заслуг та визнання лідерства у 2004 році.
- У жовтні 2008 року вона була відзначена в нагороді «WHO IS WHO» за передовий досвід у сфері управлінської розвідки.
- Премія за заслуги від Асоціації студентства біології тварин та навколишнього середовища як найвидатніша викладачка - вересень 2010 р.
- Нагорода Комітету деканів і ректорів аспірантури (CDPGS) в Нігерії – грудень 2012 р.

## Особисте життя
Розелін Конья була одружена з покійним Барідо Конья, з яким у неї було троє дітей.
Вона є першою головою Ради лицарів-методистів архієпархії Порт-Гаркорт; і перша жінка-методистка у штатах Ріверс і Байелса.